# Шукирші
Шукирші́ (каз. Шұқыршы) — село складі Байганінського району Актюбінської області Казахстану. Входить до складу Саритогайського сільського округу.
Населення — 21 особа (2021; 279 у 2009, 216 у 1999, 321 у 1989).